# Maison au 2, place Kessler à Soultzmatt
La maison au 2, place Kessler est un monument historique situé à Soultzmatt, dans le département français du Haut-Rhin.

## Localisation
Ce bâtiment est situé au 2, place Kessler à Soultzmatt.

## Historique
L'édifice fait l'objet d'une inscription au titre des monuments historiques depuis 1934.